# 张东川 (1917年)
张东川（1917年—？），男，直隶（今河北）赵县人，中国评剧导演，曾任中国评剧院院长、党委书记，中国京剧院院长，中国戏剧家协会理事。